# Roman Adam Staniewicz
Roman Adam Staniewicz (ur. 25 lipca 1890 w Tarnopolu, zm. 5 lipca 1949 w Pradze) – polski doktor praw, urzędnik konsularny.

## Życiorys
Uzyskał tytuł naukowy doktora. Pełnił cały szereg funkcji w polskiej służbie zagranicznej, m.in. sekretarza konsularnego w Pradze (1919–1922), wicekonsula, kierownika urzędu w Koszycach (1922–1925, z krótką przerwą w 1923 na pracę w centrali MSZ), wicekonsula, kierownika konsulatu w Bratysławie (1925–1927), konsula/konsula generalnego, kier. urzędu w Królewcu (1 marca 1927 – 15 lipca 1929), urzędnika w MSZ (1929–1932, przez pewien czas w tym okresie naczelnik Wydziału Ogólno-Konsularnego Departamentu Konsularnego), konsula generalnego w Kurytybie (1 maja 1932 – 1 października 1934), konsula generalnego w Berlinie (1934–1936), kiedy przeniesiono go w stan nieczynny. W 1939 mieszkał w Jarocinie.
W 1945 był współautorem szkicu propozycji dla rządu czechosłowackiego w sprawie rozgraniczenia terytoriów na Śląsku Cieszyńskim, a następnie powierzono mu funkcję chargé d’affaires RP w Pradze (1947–1948).
Zmarł 5 lipca 1949 w Pradze, i tam 8 lipca 1949 został pochowany.

## Ordery i odznaczenia
- Krzyż Komandorski Orderu Odrodzenia Polski (pośmiertnie, 6 września 1949)[6]
- Krzyż Kawalerski Orderu Odrodzenia Polski (9 listopada 1931)[7]
- Złoty Krzyż Zasługi (19 lipca 1946)[8]
- Krzyż Komandorski Orderu Krzyża Południa (Brazylia, 1933)[9]